# Verwendungsbezeichnungen der United States Navy
Die Petty Officers (PO) der US Navy haben neben ihrem Rang (rate, Soldstufe) eine Verwendungsbezeichnung (rating). Diese Verwendungsbezeichnung zeigt die Spezialisierung bzw. die Verwendung an. Das äquivalente System der anderen US-Teilstreitkräfte nennt sich Military Occupational Specialty (MOS). Zur Navy Blue Uniform und der täglichen Dienstuniform werden weiße und zur weißen Uniform werden schwarze Abzeichen getragen (siehe Beispielabbildung).

## Aus- und Weiterbildung
Die volle Dienstbezeichnung eines Petty Officer setzt sich aus zwei Titeln zusammen, zum einen der Soldstufe und zum anderen aus der Verwendungsbezeichnung. Ein „Petty Officer Third Class“, dessen Verwendungsbezeichnung „Machinist’s Mate“ ist, wird „Machinist’s Mate Third Class“ genannt.
Sie erhalten ihre Verwendungsbezeichnung entweder durch den Abschluss an einer entsprechenden Schule oder durch eine praktische Ausbildung im Verwendungsbereich („on-the-job training“). Um befördert zu werden, bzw. ihre Soldstufe zu erhöhen, muss ein PO Weiterbildungen und entsprechende Prüfungen in seiner Verwendung ablegen.

## Verwaltungstechnisches, medizinisches und zahnärztliches Personal
| Verwaltungstechnisches, Medizinisches und Zahnärztliches Personal | Verwaltungstechnisches, Medizinisches und Zahnärztliches Personal | Verwaltungstechnisches, Medizinisches und Zahnärztliches Personal | Verwaltungstechnisches, Medizinisches und Zahnärztliches Personal |
| ----------------------------------------------------------------- | ----------------------------------------------------------------- | ----------------------------------------------------------------- | ----------------------------------------------------------------- |
|                                                                   |                                                                   |                                                                   |                                                                   |
| BM – Boatswain’s Mate Bootsmannsmaat                              | CS – Culinary Specialist Küchenbetriebsspezialist                 | CT – Cryptologic Technician Verschlüsselungstechniker             | ET – Electronics Technician Elektroniker                          |
|                                                                   |                                                                   |                                                                   |                                                                   |
| FC – Fire Controlman Feuerleitsoldat                              | FT – Fire Control Technician Feuerleittechniker                   | GM – Gunner’s Mate Artillerist                                    | HM – Hospital Corpsman Sanitäter                                  |
|                                                                   |                                                                   |                                                                   |                                                                   |
| IS – Intelligence Specialist Nachrichtenspezialist                | IT – Information Systems Technician Informatiktechniker           | LN – Legalman Anwaltsgehilfe                                      | MA – Master-at-Arms Schiffssicherheit/Militärpolizei              |
|                                                                   |                                                                   |                                                                   |                                                                   |
| MC – Mass Communication Specialist Massenkommunikationsspezialist | MN – Mineman Sperrwaffensoldat                                    | MT – Missile Technician Flugkörpertechniker                       | MU – Musician Musiker                                             |
|                                                                   |                                                                   |                                                                   |                                                                   |
| NC – Navy Counselor Wehrdienstberater                             | OS – Operations Specialist Operationsspezialist                   | PC – Postal Clerk Postsoldat                                      | PS – Personnel Specialist Personalspezialist                      |
|                                                                   |                                                                   |                                                                   |                                                                   |
| QM – Quartermaster Steuermann                                     | RP – Religious Programs Specialist Militärseelsorgesoldat         | SH – Ship’s Serviceman Schiffdienstmaat                           | SK – Storekeeper Lagerverwalter                                   |
|                                                                   |                                                                   |                                                                   |                                                                   |
| ST – Sonar Technician Sonartechniker                              | TM – Torpedoman’s Mate Torpedosoldat                              | YN – Yeoman Sekretär/Stabsdienstsoldat                            |                                                                   |

- Boatswainsmate (BM/Bootsmannsmaat): Bootsmannsmaate unterweisen und bilden Personal in allen Diensten aus, die die Bereiche Deck, Schiffsdienst umfassen und die Wartung der schiffsexternen Strukturen und Deckausrüstung. Sie arbeiten auf kleinen Schiffen als Unteroffiziere vom Dienst und üben die Tätigkeit der Militärpolizei aus und unterstützen oder leiten Kanonier- oder Schiffssicherungsgruppen.
- Culinary Specialist (CS/Küchenbetriebsspezialist): Im März 2004 wurde die Verwendung MS – Mess Management Specialist in Culinary Specialist umbenannt. CS bewirten und verwalten Marinespeiseeinrichtungen und Unteroffiziermessen. Sie kochen, backen, bestellen, inspizieren und lagern Nahrung in Kantinen an Land oder an Bord von Schiffen. Sie stellen die Nahrungsbereitstellung sicher, bereiten Kantinen und die Ausrüstung vor und verwalten die Finanzen für die Nahrungsmittelbeschaffung an Land.
- Cryptologic Technician (CT/Verschlüsselungstechniker): Verschlüsselungstechniker kontrollieren die Informations- und Nachrichtenfluss. Diese Verwendungsreihe gliedert sich in verschiedene Bereiche auf:
  - (CTA – administration) Verwaltungsarbeiten, mit welchen der Zugang zu geheimen Material kontrolliert wird
  - (CTI – interpretive) Funkkommunikation und Übersetzungsarbeiten
  - (CTM – maintenance) Installation, Bedienung und Wartung von elektro- und elektromechanischer Ausrüstung
  - (CTO – communication) Betrieb von Telekommunikationssystemen und bereitstellen der Informationen für das AIS
  - (CTR – collection) Morsecodekommunikation und Betrieb von Funkausrüstung
  - (CTT – technical) Alle anderen Kommunikationswege und elektronische Abwehrmaßnahmen
- Electronics Technician (ET/Elektroniktechniker): ET sind verantwortlich für die elektronische Ausrüstung, die benötigt wird, um Nachrichten zu senden und zu empfangen, Feindflugzeuge und -schiffe zu erkennen und Angriffsentfernungen festzustellen. Sie warten, reparieren, kalibrieren und stellen alle elektronischen Ausrüstungen ein, die zur Kommunikation, Erkennung und Verfolgung, Navigation und elektronische Gegenmaßnahmen nötig sind.
- Fire Controlman (FC/Feuerkontrolleur): FC warten die Kontrollmechanismen, die in Waffensystemen von Kampfschiffen benutzt werden. Um Lenkraketen und Überwassergeschütze zu sichern sind komplexe elektrische, elektronische und hydraulische Systeme notwendig. FCs sind verantwortlich für die Wartung, Bedienung und Reparatur dieser Anlagen, wie Radarsysteme, Computer, Waffenleit- und Zielerfassungssysteme, Gyroskop und Reichweitenermittler. Da diese Verwendung eine lange Ausbildung erfordert, beträgt die Mindestverpflichtung sechs Jahre.
- Fire Control Technician (FT/Feuerkontrolltechniker): FT haben im Prinzip dieselben Aufgaben, wie FC. Jedoch sind sie auf Unterwassersysteme spezialisiert.
- Gunner’s Mate (GM/Kanonenmaat): GM sind Chief Petty Officer und höherrangige Unteroffiziere. Sie sind den Verwendungen GMG (Gunner’s Mate – Guns/Waffen) und GMM (Gunner’s Mate – Missiles/Raketen) vorgesetzt. Gunner’s Mates bedienen, warten und reparieren Waffensysteme, wie Lenkraketenabschusssysteme und Geschütze. Sie erstellen detaillierte Verlustanalysen und Reparaturen von elektronischen, elektrischen, hydraulischen und mechanischen Systemen. Ebenso inspizieren sie Munition, Raketen und ihre Gefechtsköpfe.
- Hospital Corpsman (HM/Sanitätshelfer): Am 30. August 2005 wurde die Verwendungsreihe DT – Dental Technician (Zahntechniker) in die HM Verwendung eingegliedert. HM assistieren Medizinern um Pflege und Unterstützung für die Patienten und deren Familien zu gewährleisten. Sie dienen als Pfleger, Arzt- oder Zahnarzthelfer, Feldsanitäter und Röntgentechniker sowie in Arbeitsgebieten, die denen eines Pharmazeutisch-technischen Assistenten oder Medizinisch-Technischen Assistenten zugehörig sind. Die Aufgaben eines Hospital Corpsman sind u. a. Erste Hilfe, kleinere chirurgische Eingriffe, Patiententransport, Patientenpflege, Rezeptausstellung, Laborarbeit und Verwaltungstechnische Arbeit.
- Intelligence Specialist (IS/Nachrichtendienstspezialist): Militärische Informationen, besonders geheime Informationen über Feinde oder potentielle Feinde sind nachrichtendienstliche Erkenntnisse („intelligence“). Der IS sammelt und wertet diese Daten aus. Er analysiert Fotos und bereitet Kartenmaterial und Berichte vor. Das nachrichtendienstliche Hauptkommando der US Navy ist das Office of Naval Intelligence.
- Information Systems Technician (IT/Informatiktechniker): Informatiktechniker, früher RM – Radioman (Funker), gewährleisten die Kommunikation von Großverbänden über Land und See. Sie sind auch verantwortlich für alle Computersysteme, Netzwerke und Systemmodifikationen. 1997 wurde die Verwendung des DM – Data Processing Technician (Datenverarbeitungstechniker) in die Verwendung des RM eingegliedert.
- Legalman (LN/Anwaltsgehilfe): Legalman sind ausgebildete Anwaltsgehilfen, die Anwälte bei ihrer Arbeit unterstützen. Sie arbeiten in Anwaltsbüros der US Navy, führen administrative Arbeiten aus, die nötig sind um einen Prozess oder eine Anhörung vorzubereiten, führen Aufzeichnungen, Mitschriften und kümmern sich um Bücherbestände der Rechtsreferenzen. Sie können in folgenden Feldern beratend tätig sein: Steuerrückzahlungen, Wählerregistrierungsprozeduren, Einwanderungs- und Zollregularien, Regularien die die soziale Absicherung betreffen (z. B. Veteranenbezüge).
- Master-at-Arms (MA/Schiffssicherheit/Militärpolizei): MA erhalten Ordnung und Disziplin auf einem Schiff oder einer Basis aufrecht. Sie unterstehen direkt dem Ersten Offizier und assistieren ihm in Sicherheitsfragen. Sie achten darauf, dass Bestimmungen korrekt umgesetzt werden, stellen Ermittlungen an, beaufsichtigen Bewährungsprogramme und organisieren und bilden Seeleute im Militärpolizeidienst aus.
- Mass Communication Specialist (MC/Massenkommunikationsspezialist): Im Juli 2006 werden die Verwendungen des Illustrator Draftsman (DM), Journalist (JO), Lithographer (LI) und Photographer (PH) in diese Verwendung eingegliedert. Der MC übernimmt die Aufgabenfelder der alten Verwendungen: mechanische Zeichnungen und Entwürfe für Konstruktionsprojekte erstellen, Pressemitteilungen schreiben, Ankündigungen und Beiträge für Radio und Fernsehen vorbereiten, Fotos erstellen und archivieren, Magazine, Zeitungen, Mitteilungen, Ausbildungshandbücher drucken, das Layout betreuen und auch als Kameramann, Reporter oder Binder arbeiten.
- Mineman (MN/Minenmaat): Minenmaate testen, warten und reparieren Minen und ihre Komponenten. Sie sind verantwortlich für das Zusammensetzen und übergeben der Minen an Minentaucher. Ebenso warten sie die Ausrüstung, die dafür nötig ist.

- Missile Technician (MT/Raketentechniker):
- Musician (MU/Musiker):
- Navy Counselor (NC/Schiffspsychologe):
- Operations Specialist (OS/Operationsspezialist):
- Postal Clerk (PC/Postbeamter):
- Personnel Specialist (PS/Personalverwaltungspezialist):
- Quartermaster (QM/Quartiermeister):
- Religious Programs Specialist (RP/Religionsprogrammspezialist):
- Ship’s Serviceman (SH/Schiffdienstmaat):
- Storekeeper (SK/Lagerverwalter):
- Sonar Technician (ST/Sonartechniker):
- Torpedoman’s Mate (TM/Torpedomaat):
- Yeoman (YN/Sekretär/Vorzimmerkraft):

## Schiffstechnisches Personal
| Technik- und Schiffskörperpersonal                                      | Technik- und Schiffskörperpersonal                            | Technik- und Schiffskörperpersonal   | Technik- und Schiffskörperpersonal                            |
| ----------------------------------------------------------------------- | ------------------------------------------------------------- | ------------------------------------ | ------------------------------------------------------------- |
|                                                                         |                                                               |                                      |                                                               |
| DC – Damage Controlman Schiffssicherungssoldat                          | EM – Electrician’s Mate Elektriker                            | EN – Engineman Motortechniker        | GS – Gas Turbine System Technician Gasturbinensystemtechniker |
|                                                                         |                                                               |                                      |                                                               |
| HT – Hull Maintenance Technician Schiffskörper-Instandsetzungstechniker | IC – Interior Communications Electrician Fernmelde-Elektriker | MM – Machinist’s Mate Antriebssoldat | MR – Machinery Repairman Maschineninstandsetzer               |
|                                                                         |                                                               |                                      |                                                               |
| PM – Patternmaker Formenbauer                                           |                                                               |                                      |                                                               |

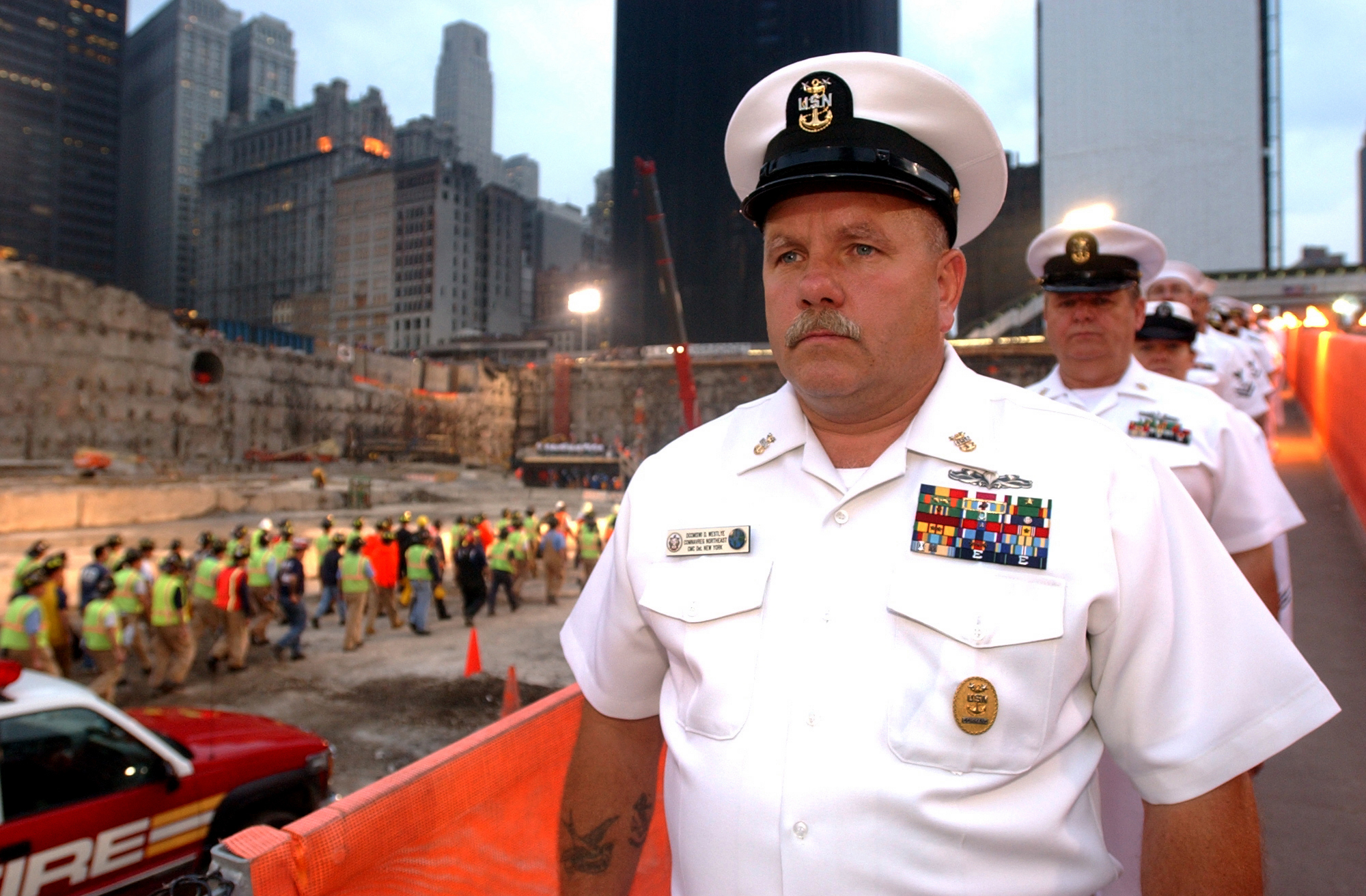
Master Chief Damage Controlman D. Westlye, Command Master Chief for Commander Naval Region Northeast, Detachment New York

- Damage Controlman (DC/Schiffssicherungssoldat): Ist verantwortlich für die Schiffssicherung, Schiffsstabilität, Brandbekämpfung und die ABC-Abwehr. Sie unterrichten Personal in Schiffssicherung, ABC-Abwehrmaßnahmen und die Handhabung von Schiffssicherungsausrüstung und -systemen.
- Electrician’s Mate (EM/Elektronikermaat): Der Verantwortungsbereich der Elektronikermaate umfasst die elektrischen Antriebsaggregate und die elektrische Ausrüstung eine Schiffs oder einer Basis. Sie warten und reparieren auch Strom- und Beleuchtungskreise, Steuerschaltungen, Generatoren, Motoren und anderes elektrisches Material.
- Engineman (EN/Motortechniker): Sie warten und reparieren interne diesel- oder benzingetriebene Verbrennungsmotoren, Kältetechnik, Klimaanlagen, Destillationsanlagen und Kompressoren.
- Gas Turbine System Technician (GS/Gasturbinensystemtechniker): GS bedienen, warten und reparieren Gasturbinenanlagen, Antriebssysteme inklusive Getriebe. „Gas Turbine System Technician“ wird nur in der Soldstufe E-9 (Master Chief Petty Officer) benutzt. Daher gibt es zwei Unterteilungen: GSE (Gas Turbine System Technician – Electrical) und GSM (Gas Turbine System Technician – Mechanical).
- Hull Maintenance Technician (HT/Schiffskörperinstandsetzungstechniker): Sie warten und reparieren die Schiffshülle, Armaturen und Rohrleitungssysteme. Sie installieren und warten Abwasser- und Rohrleitungssysteme auf Schiffen oder an Land. Sie sind auch verantwortlich für die Sicherheits- und Überlebensausrüstung von Schiffen und übernehmen viele Aufgaben der Schiffssicherung.
- Interior Communications Electrician (IC/Elektriker für interne Kommunikationseinrichtungen): ICs bedienen und reparieren elektronische Geräte, die zur internen Schiffskommunikation verwendet werden, darunter Fernsehsysteme, öffentliche Fernsprecher und elektronische Lautsprecheranlagen. Zusätzlich sind sie für das Kreiselkompasssystem verantwortlich.
- Machinist’s Mate (MM/Maschinenmaat): Der dauerhafte und reibungslose Betrieb der vielen Anlagen, Kompressoren, Getriebe, Kältetechnikgeräte, Klimaanlagen, gasbetriebenen Ausrüstung und anderer Arten von Maschinen an Bord von Schiffen und auf Basen ist die Aufgabe des MM. Sie sind ebenso für den Schiffsantrieb, zugehörige Anlagen und die Deckaufbauten verantwortlich.
- Machinery Repairman (MR/Maschineninstandsetzer): MR sind Instandsetzer. Sie ersetzen Teile oder überholen Antriebsanlagen sowie Verdampfer, Luftkompressoren und Pumpen. Sie reparieren Deckausrüstungen sowie Seilwinden, Hebezeug, Kondensatoren und Wärmeüberträger. Auf Schiffen eingesetzte MRs können auch die Hauptantriebssysteme bedienen und daneben auch für deren Reparatur sorgen.
- Patternmaker (PM/Modellbauer): Die PM sind die wichtige Verbindung zwischen Zeichnern (draftsmen) und Modellierern in einer Marinegießerei, die die entsprechenden Gussstücke fertigen. Die PMs fertigen Modelle aus Holz, Plastik oder Metall, indem sie Fertigkeiten wie technisches Zeichnen, Tischlern und Metallverarbeitung nutzen und sie mit Fähigkeiten in Mathematik verbinden.

## Flugbetriebspersonal
| Flugbetriebspersonal                                                           | Flugbetriebspersonal                                              | Flugbetriebspersonal                                                  | Flugbetriebspersonal                                                  |
| ------------------------------------------------------------------------------ | ----------------------------------------------------------------- | --------------------------------------------------------------------- | --------------------------------------------------------------------- |
|                                                                                |                                                                   |                                                                       |                                                                       |
| AB – Aviation Boatswain’s Mate Flugbetriebssoldat                              | AC – Air Traffic Controller Flugverkehrslotse                     | AD – Aviation Machinist’s Mate Flugzeugtechniker                      | AE – Aviation Electrician’s Mate Flugzeugelektriker                   |
|                                                                                |                                                                   |                                                                       |                                                                       |
| AG – Aerographer’s Mate Meteorologengehilfe                                    | AK – Aviation Storekeeper Flugbetriebslagerverwalter              | AM – Aviation Structural Mechanic Flugzeugwart                        | AO – Aviation Ordnanceman Flugzeugwaffenmaat                          |
|                                                                                |                                                                   |                                                                       |                                                                       |
| AS – Aviation Support Equipment Technician Flugbetriebsunterstützungstechniker | AT – Aviation Electronics Technician Flugzeugelektroniker         | AW – Aviation Warfare Systems Operator Flugzeugführungssystembediener | AZ – Aviation Maintenance Administrationman Flugzeugwartungsverwalter |
|                                                                                |                                                                   |                                                                       |                                                                       |
| PH – Photographer’s Mate Fotograf                                              | PR – Aircrew Survival Equipmentman Überlebensausrüstungstechniker |                                                                       |                                                                       |

- Aviation Boatswain’s Mate (AB/Flugbetriebsbootsmannsmaat): AB ist die Verwendungsbezeichnung für einen E-9 (Master Chief Petty Officer). Ihm unterstellt sind ABE (Launching & Recovery Equipment / Start- und Landeausrüstung), ABF (Fuels/Treibstoffe) und ABH (Aircraft Handling/Flugzeugbetrieb). AB bedienen, warten und reparieren Flugzeugkatapulte, Fangeinrichtungen und Barrikaden, Benzin- und Öltransfersysteme. Sie dirigieren Flugzeuge auf dem Flugdeck und im Hangar-Deck von Flugzeugträgern vor dem Start und nach der Landung. Um die Flugzeuge zu bewegen, benutzen sie Schlepptraktoren und anderes Gerät um die Flugzeuge zum Startplatz zu bringen.
- Air Traffic Controller (AC/Flugverkehrslotse): Flugverkehrslotsen sind für den sicheren, ordentlichen und schnellen Ablauf des Flugverkehrs verantwortlich, indem sie ihn dirigieren und Flugzeuge kontrollieren. Sie bedienen die Flugfeldbeleuchtung, kommunizieren mit den Flugzeugen, versorgen die Piloten mit Informationen über die Verkehrslage, Navigations- und Wetterbedingungen. Ebenso bedienen und justieren sie Bodenkontrollannäherungssysteme (ground-controlled approach (GCA)), werten die Ziele auf den Radarschirmen aus und stellen die Positionen von Flugzeugen fest. Eine Mindestverpflichtungszeit von fünf Jahren ist Pflicht.
- Aviation Machinist’s Mate (AD/Flugbetriebsmaschinenmaat): In der Regel sind AD verantwortlich für die Instandhaltung von Kampfflugzeugantrieben und dazugehörigen Ausrüstungsteilen oder anderer Flugzeugtypen. Sie warten, justieren und ersetzen dabei Flugzeugantriebe und -teile und nehmen die Aufgaben von Flugzeugwartungstechnikern wahr.
- Aviation Electrician’s Mate (AE/Flugbetriebselektronikmaat): AE warten, justieren und reparieren die elektrischen Systeme von Flugzeugen, wie Licht-, Kontroll- und Anzeigesysteme. Sie installieren und warten Kabel-, Flug- und Antriebssysteme.
- Aerographer’s Mate (AG/Meteorologenmaat): AG sind die Meteorologen der US Navy. Sie sind meteorologisch ausgebildet und benutzen dabei Wetterkontrollsysteme, die auf Monitoren den Luftdruck, die Temperatur, die Luftfeuchtigkeit, die Windgeschwindigkeit und -richtung anzeigen. Ebenso bereiten sie Wetterkarten, Vorhersagen und Analysen der atmosphärischen Bedingungen vor, um die beste Flughöhe festzustellen. Ein AG kann auch die Luftdichte messen, um die Zielgenauigkeit von Flugabwehrgeschützen, Küstenbombardierungen und Waffenabwürfe von Flugzeugen zu erhöhen.
- Aviation Storekeeper (AK/Flugbetriebslagerverwalter): AK stellen sicher, dass Materialien und Ausrüstung für den maritimen Flugbetrieb verfügbar und in gutem Zustand sind. Sie erstellen Inventarlisten sowie zukünftige Beschaffungslisten und arbeiten diese auch ab. AKs lagern und verteilen Flugbekleidung, fliegerische Materialien und Ersatzteile, elektronische und Konstruktionsausrüstung.
- Aviation Structural Mechanic (AM/Flugzeugwart): AM ist die Verwendungsbezeichnung für einen E-8 (Senior Chief Petty Officer). Ihm unterstellt sind AME (Safety Equipment/Sicherheitsausrüstung), AMH (Hydraulics/Hydraulikanlagen) und AMS (Structures/Strukturen). AM warten und reparieren Flugzeugteile wie Flügel, Rumpf, Heck, Kontrollanzeigen, Fanghaken und dazugehörige Teile, die aus Metall, Aluminium und Plastik bestehen. Sie warten und reparieren auch Sicherheitsausrüstung und Hydrauliksysteme.
- Aviation Ordnanceman (AO/Flugbetriebswaffenmaat): Marineflugzeuge tragen Waffen, Bomben, Torpedos, Raketen und Fernlenkgeschosse um Feinde zu See, Unterwasser, in der Luft und an Land anzugreifen. AO warten, reparieren, installieren, bedienen und befördern diese Flugzeugwaffen. Ihre Pflichten umfassen auch den Transport, die Lagerung, die Verteilung und das Laden der Munition.
- Aviation Support Equipment Technician (AS/Flugbetriebsunterstützungstechniker): AS führen interdisziplinäre Wartungsarbeiten an allen Flugbetriebsteilen durch. Sie tragen auf Marineflughäfen und auf Flugzeugträgern gelbe Uniformen und werden deshalb auch „yellow shirts“ genannt. Sie warten Diesel- und Benzinmotoren, hydraulische und pneumatische Anlagen, flüssige und gasförmige Sauerstoff- und Stickstoffsysteme, Gasturbinen und Kompressoren sowie elektronische Systeme.
- Aviation Electronics Technician (AT/Flugbetriebselektroniktechniker): Moderne Flugzeuge benötigen Funk-, Radar- und andere elektronische Anlagen, für schnelle Kommunikation, effektive Navigation, kontrollierte Landeanflüge und Systeme, die eben jene Ausrüstung des Feindes unbrauchbar macht. Flugbetriebselektroniktechniker sind verantwortlich für die Einrichtung, die Wartung und die Reparatur solcher Systeme.
- Aviation Warfare Systems Operator (AW/Luftkriegführungssystembediener): AW bedienen luftgestützte Radarsysteme und anderes elektronisches Equipment um Unterwasserboote aufzuspüren und zu verfolgen. Sie bedienen ebenso normale Radaranlagen um Informationen für den Luftverkehr und die Überwassernavigation zur Verfügung zu stellen. Eine Mindestverpflichtungszeit von 5 Jahren ist hier nötig.
- Aviation Maintenance Administrationman (AZ/Flugbetriebswartungsverwalter): Die vielen Büro- und Verwaltungsarbeiten, die nötig sind um die Wartung von Flugzeugen zu gewährleisten, werden von den Flugbetriebswartungsverwalter durchgeführt. Sie planen und koordinieren die Wartungsarbeiten und überwachen ebenso Inspektionen und Veränderungen an den Flugzeugen und der Ausrüstung.
- Photographer’s Mate (PH/Fotografenmaat): Der PH wurde im Juli 2006 in die Verwendung des Mass Communication Specialist (MC) eingegliedert. PH fotografieren aktuelle und simulierte Kampfeinsätze und erstellen Fotoaufnahmen für historische Aufzeichnungen und Nachrichten, der US Navy. Sie entwickeln Fotos, warten Kameras und dazugehöriges Equipment und verwalten dann die Aufnahmen. Die Mindestverpflichtungszeit beträgt hier fünf Jahre.
- Aircrew Survival Equipmentman (PR/Überlebensausrüstungsmaat): Fallschirme sind die lebensrettende Ausrüstung für Flugpersonal, wenn es gezwungen ist aus dem Flugzeug auszusteigen. In Krisensituationen sind Fallschirme auch meist die einzige Methode um dringend benötige Medizin, Nahrung und anderes Material zu Eingeschlossenen zu bringen. PR packen und pflegen die Fallschirme, ebenso wie die Flugbekleidung, Schwimmwesten, Überlebensjacken, Sauerstoffatemgeräte, Schutzkleidung und Luftseerettungsausrüstung.

## Bautechniker
| Konstruktionstechniker                 | Konstruktionstechniker                      | Konstruktionstechniker                   | Konstruktionstechniker                    |
| -------------------------------------- | ------------------------------------------- | ---------------------------------------- | ----------------------------------------- |
|                                        |                                             |                                          |                                           |
| BU – Builder Baufachmann               | CE – Construction Electrician Bauelektriker | CM – Construction Mechanic Baumechaniker | EA – Engineering Aide Technischer Gehilfe |
|                                        |                                             |                                          |                                           |
| EO – Equipment Operator Gerätebediener | SW – Steelworker Stahlarbeiter              | UT – Utilitiesman Versorgungstechniker   |                                           |

Die Verwendungsbezeichnungen der Konstruktionstechniker sind alle dem Bauregiment Seabees zugehörig. Eine Mindestverpflichtungszeit von fünf Jahren ist hier Voraussetzung.
- Builder (BU/Baufachmann): Navy Bauchfachleute sind wie zivile Konstruktionstechniker. Sie sind gut ausgebildete Zimmerleute, Gipser, Dachdecker, Asphaltierer, Steinmetze, Maler, Maurer und Schreiner. BUs bauen und reparieren alle Arten von Anlagen, wie Landebrücken, Brücken, Masten, Unterwasserinstallationen, Schulen, Büros, Häuser und andere Gebäude.
- Construction Electrician (CE/Konstruktionselektroniker): Sie sind verantwortlich für die Energieproduktion und elektronische Arbeiten, die notwendig sind, um Flugplätze, Straßen, Baracken, Krankenhäuser und Lagerhallen zu errichten und zu betreiben. Ihre Aufgaben sind dieselben wie die ziviler Konstruktionselektroniker, Kraftwerktechniker, Telefon- und Elektronikerinstandsetzer, Schaltanlagenbediener und Störungstechniker.
- Construction Mechanic (CM/Konstruktionsmechaniker): CM warten und bedienen schwere Baufahrzeuge, wie Busse, Kipplaster, Planierraupen, Walzen, Krane, Grabenbagger, Rammanlagen und andere technische Ausrüstung und Einsatzfahrzeuge. Sie arbeiten mit Benzin- und Dieselantrieben, Getriebeübersetzungen, elektronische, hydraulische und pneumatische Systeme.
- Engineering Aide (EA/Maschinenbaugeselle): Der Maschinenbaugeselle unterstützt den Maschinenbauer mit Informationen, die er benötigt, um Konstruktionspläne fertigzustellen. Er sammelt Gutachten für Straßen, Flugplätze, Gebäude, am Meer gelegene Anlagen, Rohrleitungssysteme, Gräben und Abflusssysteme. Dafür führt er Bodentests durch, erstellt topographische und hydrographische Karten und Gutachten für Kanalisationsschächte, Wasserleitungen, Abflusssysteme und Unterwassergrabungen.
- Equipment Operator (EO/Ausrüstungsbediener): EO arbeiten mit schweren Maschinen, wie Planierraupen, Walzen und Bulldozern. Sie nutzen die Maschinen um Gräben für Gebäudefundamente auszuheben, alte oder schlechte Straßenbeläge auszubessern oder zu ersetzen, Boden aufzulockern oder festzuwalzen, Baumwurzeln oder schweres Geröll auszugraben, Schutt von Baustellen zu entfernen, Tragbalken anzubringen und weiteres Material für ihre Arbeit.
- Steelworker (SW/Stahlarbeiter): Stahlarbeiter sind mit allem Material ausgestattet, die man benötigt, um Strukturstahl zu verbauen. Sie errichten Stahlbrücken, Landungsbrücken, Gebäude, Kessel, Türme und andere Strukturen oder bauen sie wieder ab.
- Utilitiesman (UT/Versorgungstechniker): Versorgungstechniker planen, beaufsichtigen und führen Aufgaben aus, die mit der Installation, Betrieb, Wartung und Reparatur von Rohrleitungen, Heiz- und Dampfanlagen, Druckluft- und Benzinlagerung, sowie deren Vertrieb, Klimaanlagen, Kühlanlagen und Abwasser- und Entsorgungseinrichtungen.